# 2-я Ставропольская кавалерийская дивизия имени М. Ф. Блинова
2-я Ставропольская кавалерийская дивизия имени М. Ф. Блинова — соединение кавалерии РККА, созданное во время Гражданской войны в России 1918—1920 годов.
Формирование являлось маневренным средством в руках фронтового и армейского командования для решения оперативных и тактических задач.

## История
Вторая кавалерийская дивизия, сформирована Приказом РВС 9-й Армии, от 17 ноября 1919 года, из конной группы 9-й Армии под командованием М. Ф. Блинова (создана в сентябре 1919 года из кавалерийских бригад 14-й, 23-й и 36-й стрелковых дивизий) под наименованием Кавалерийская дивизия 9-й Армии.
С 27 февраля 1920 года поименована как — 2-я кавалерийская дивизия. Кавдивизия входила в состав: 9-й Армии (ноябрь 1919 года — февраль 1920 года), 2-го Конного корпуса (март — апрель 1920 года), 1-й Конной Армии (апрель — май 1920 года), 13-й армии (май — июль 1920 года), 2-й Конной Армии (июль — декабрь 1920 года), 2-го Конного корпуса, сформированного из 1-й Конной Армии (декабрь 1920 года — январь 1921 года), войск Донской области (январь 1921 года), войск Украины и Крыма (январь — март 1921 года), войск Донской области (март — май 1921 года). С мая 1921 года в Северо-Кавказском военном округе. Участвовала в боях на Дону и Северном Кавказе против Донской Армии (корпус генерала Коновалова), ликвидации банд, преследование деникинских войск в районе Богучар, Миллерово, Усть-Медведицкая (декабрь 1919 года — январь 1920 года), в боевых действиях на реке Маныч, в районе станиц Платовская, Егорлыкская, Мечетинская (январь — февраль 1920 года), освобождении станиц Тихорецкая, Малороссийская и Кавказская (март 1920 года), в боях против Кубанской Армии белых на реках Кубань и Лаба (апрель 1920 года), банд Махно в районе Орехов, Гуляйполе, Покровское, десантной группы генерала Я. А. Слащева в районе Мелитополя (май — июнь 1920 года), конницы генерала Барбовича в районе Орехов, Каховка (июль — август 1920 года), в захвате Никопольского плацдарма (октябрь 1920 года), в боях на Перекопе, освобождении Джанкоя и Симферополя (ноябрь 1920 года), в ликвидации банд Махно и бандитизма в Ставропольской губернии и Терской области (1921 год).
За отличия в боях на территории Ставропольской губернии 30 ноября 1921 года дивизии присвоено почётное наименование «Ставропольская». В целях увековечивания памяти погибшего в бою участника гражданской войны товарища Михаила Федосеевича Блинова, бывшего командира конной группы, послужившей базой для формирования дивизии, 22 марта 1922 года, ей присвоено его имя.
Приказом РВС СССР, от 14 августа 1924 года, 2-я Ставропольская кавалерийская дивизия имени М. Ф. Блинова переименована в 5-ю Ставропольскую кавалерийскую дивизию имени М. Ф. Блинова.

## Командный состав

### Начальники
Начальники кавалерийской дивизии:
- Брониковский Иван Иванович — с 17 ноября 1919 года по 4 февраля 1920 года[2]
- Рожков Иван Андреевич — с 4 февраля 1920 года по 28 июня 1920 года, с 17 июля 1920 года по 30 октября 1920 года[2]
- Дыбенко Павел Ефимович — с 28 июня 1920 года по 17 июля 1920 года[2]
- Качалов Владимир Яковлевич — с 30 октября 1920 года по 29 декабря 1921 года[2]
- Шапкин, Тимофей Тимофеевич — с июля 1922 по август 1924
- Попов Василий Степанович — с июля 1923 по август 1924

### Военкомы
Военкомы кавалерийской дивизии:
- Рожков Иван Андреевич — с 17 ноября 1919 года по 4 февраля 1920 года[2]
- Кувакин Александр Павлович, врид — с 4 февраля 1920 года по 10 февраля 1920 года[2]
- Друян Семён Семёнович — с 10 февраля 1920 года по 18 августа 1920 года[2]
- Ефуни Наум Давидович — с 18 августа 1920 года[2]
- Чибарь Яков — по 29 декабря 1920 года[2]
- Алмазов Алексей, врид — с 29 декабря 1920 года по 20 января 1921 года[2]
- Смирнов Пётр Александрович — с марта по декабрь 1921[3]

### Начальники штаба
Начальники штаба кавалерийской дивизии:
- Грунин Яков Миронович — с 17 ноября 1919 года по 19 июля 1920 года[2]
- Зайцев Иван Михайлович, врид — с 19 июля 1919 года по 21 октября 1920 года[2]
- Берендс Владимир Юльевич, врид — с 21 октября 1920 года по 30 октября 1920 года[2]
- Упман Карл Иванович, врид — с 30 октября 1920 года по 2 мая 1921 года[2]
- Попов Василий Степанович — с мая 1923 по июль 1923